# Montalba-le-Château
Pour les articles homonymes, voir Montalba.
Montalba-le-Château  (en occitan : Montalban lo Castèl) est une commune française située dans le nord du département des Pyrénées-Orientales, en région Occitanie. Sur le plan historique et culturel, la commune est dans le Fenouillèdes, une dépression allongée entre les Corbières et les massifs pyrénéens recouvrant la presque totalité du bassin de l'Agly.
Exposée à un climat océanique altéré, elle est drainée par la Riberette, le ruisseau de Bellàgre. La commune possède un patrimoine naturel remarquable : deux sites Natura 2000 (les « fenouillèdes » et les « sites à chiroptères des Pyrénées-Orientales ») et quatre zones naturelles d'intérêt écologique, faunistique et floristique.
Montalba-le-Château est une commune rurale qui compte 158 habitants en 2022, après avoir connu un pic de population de 455 habitants en 1836. Elle fait partie de l'aire d'attraction de Perpignan. Ses habitants sont appelés les Montalbanais ou  Montalbanaises.

## Géographie

### Localisation
La commune de Montalba-le-Château se trouve dans le département des Pyrénées-Orientales, en région Occitanie.
Elle se situe à 27 km à vol d'oiseau de Perpignan, préfecture du département, à 14 km de Prades, sous-préfecture, et à 19 km du Soler, bureau centralisateur du canton de la Vallée de la Têt dont dépend la commune depuis 2015 pour les élections départementales.
La commune fait en outre partie du bassin de vie d'Ille-sur-Têt.
Les communes les plus proches sont : 
Trévillach (2,8 km), Rodès (4,3 km), Caramany (4,5 km), Bélesta (4,6 km), Tarerach (4,8 km), Bouleternère (5,6 km), Ille-sur-Têt (5,7 km), Trilla (5,9 km).
Sur le plan historique et culturel, Montalba-le-Château fait partie du Fenouillèdes, une dépression allongée entre les Corbières et les massifs pyrénéens recouvrant la presque totalité du bassin de l'Agly. Ce territoire est culturellement une zone de langue occitane.

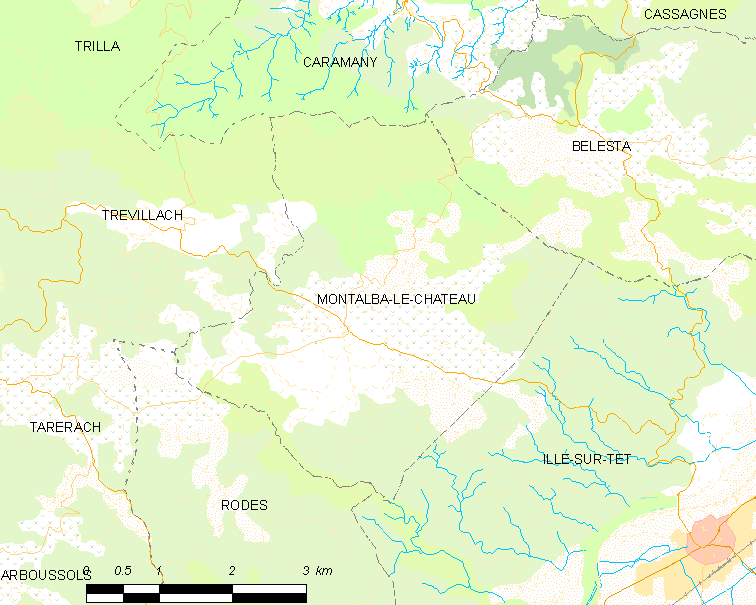
Situation de la commune.

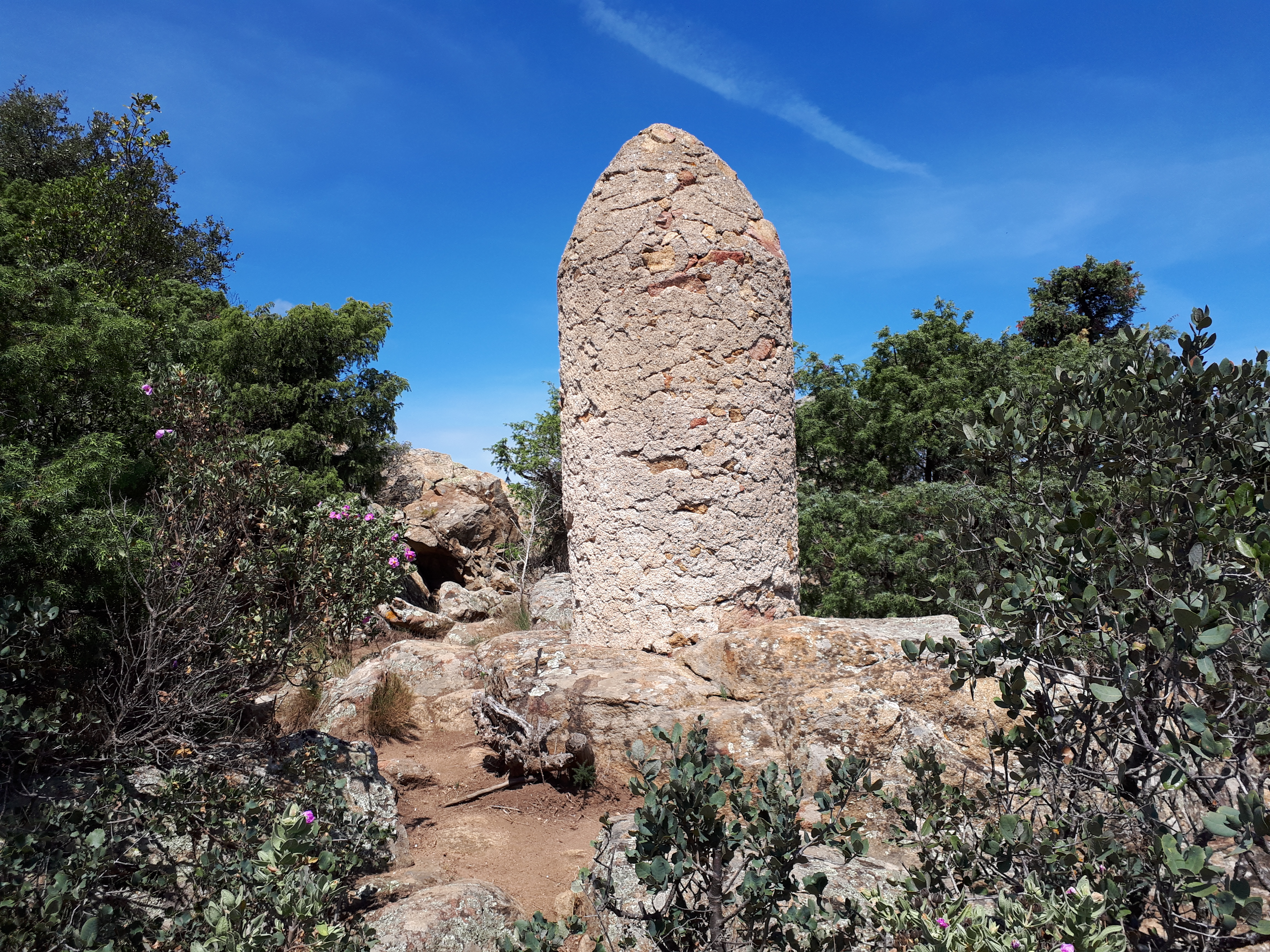
Une ancienne borne frontière (une des nombreuses bornes de ce type dans cette région) marque la jonction des trois communes Montalba-le-Château, Bélesta et Ille-sur-Têt.

|            | Caramany            | Bélesta      |
| Trévillach | Montalba-le-Château | Ille-sur-Têt |
|            | Rodès               |              |

### Géologie et relief
La superficie de la commune est de 1 590 hectares. L'altitude varie entre 280 et 661 mètres.
Selon "L'atlas des paysages du Languedoc-Roussillon", la commune, dont le chef-lieu est établi à 483 mètres d'altitude, est située sur le plateau de Roupidère, qui s'incline d'ouest en est de 600 à 400 mètres environ.
La commune est classée en zone de sismicité 3, correspondant à une sismicité modérée.

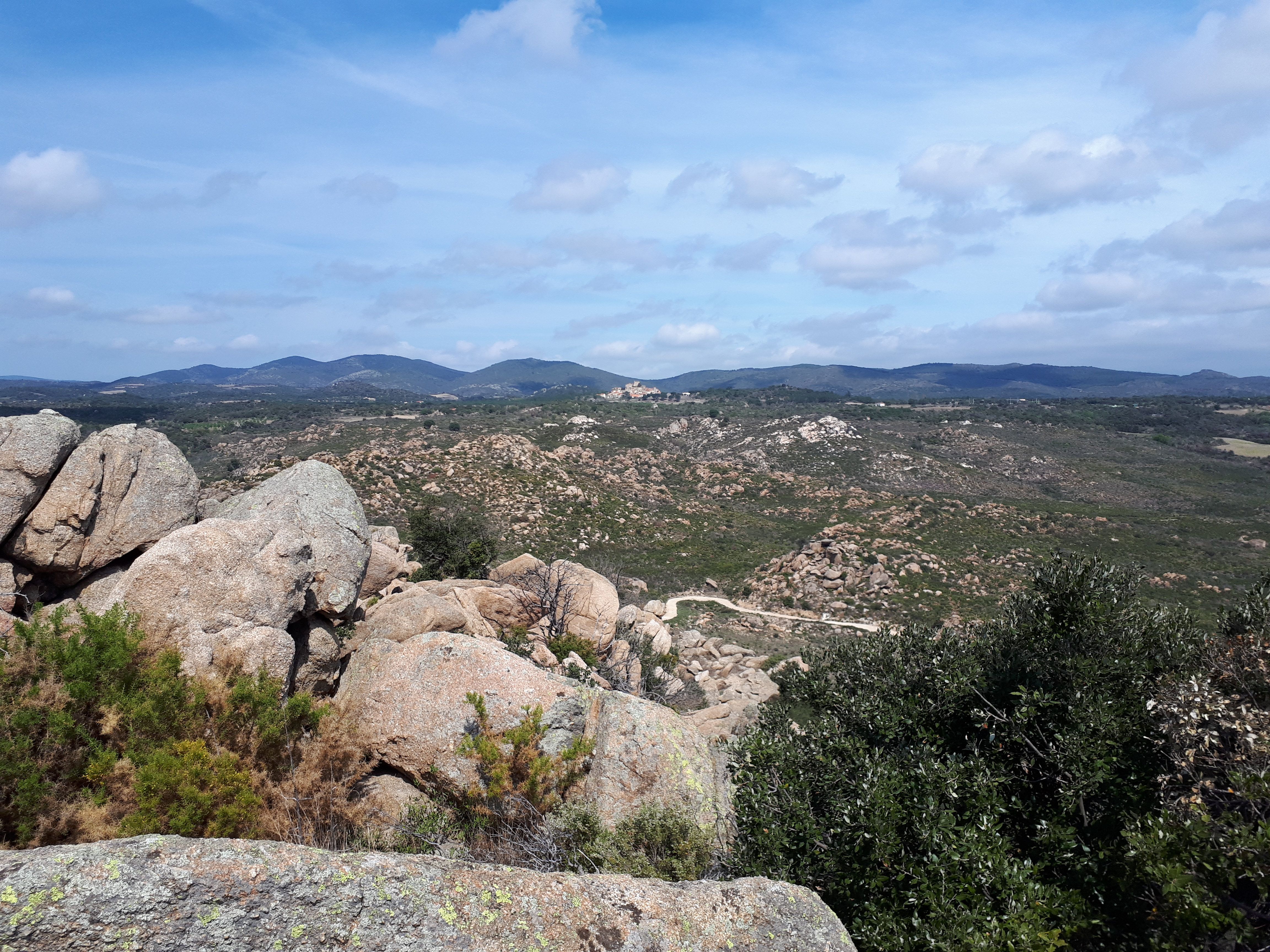
La plus grande partie de la commune repose sur un plateau granitique de date hercynienne (environ 300 millions d'années), comme on peut le voir ici depuis le Puig Pedrós (alt. 435 m),. Ce sommet se trouve dans le coin sud de la commune. La limite nord de la commune s'étend jusqu'à la crête des collines au-delà du village, et ces collines reposent sur des marnes noires du Crétacé (environ 100 millions d'années). La jonction entre le plateau granitique et les collines crétacées est définie par la faille nord-pyrénéenne, qui s'étend d'ouest en est, et qui est l'une des failles principales de la chaîne des Pyrénées.

### Hydrographie
Situé sur une hauteur, le village est entouré de bassins versants. Parmi les rivières que l'on trouve sur le territoire de la commune, on trouve :
- La Crabayrisse et ses divers affluents qui descendent du nord et du centre vers l'est en direction de Bélesta. Parmi les affluents :
  - Le Ruisseau del Roumenga marque une partie de la frontière au nord-ouest avec Trévillach ;
  - Le Ravin de l'Encantada descend du nord et marque l'autre partie de la frontière avec Trévillach.
- Le Còrrec de Vallagra qui marque une part importante de la frontière sud-occidentale de la commune avec Rodès.
- La Vernosa et ses affluents qui descendent vers le sud en direction d'Ille-sur-Têt.

### Climat
Pour des articles plus généraux, voir Climat de l'Occitanie et Climat des Pyrénées-Orientales.
En 2010, le climat de la commune est de type climat du Bassin du Sud-Ouest, selon une étude du CNRS s'appuyant sur une série de données couvrant la période 1971-2000. En 2020, Météo-France publie une typologie des climats de la France métropolitaine dans laquelle la commune est dans une zone de transition entre le climat de montagne et le climat méditerranéen et est dans la région climatique Pyrénées orientales, caractérisée par une faible pluviométrie, un très bon ensoleillement (2 600 h/an), un air sec, particulièrement en hiver et peu de brouillards.
Pour la période 1971-2000, la température annuelle moyenne est de 12,9 °C, avec une amplitude thermique annuelle de 15,3 °C. Le cumul annuel moyen de précipitations est de 831 mm, avec 6,7 jours de précipitations en janvier et 4,1 jours en juillet. Pour la période 1991-2020, la température moyenne annuelle observée sur la station météorologique la plus proche, située sur la commune d'Eus à 10 km à vol d'oiseau, est de 13,6 °C et le cumul annuel moyen de précipitations est de 539,8 mm,. Pour l'avenir, les paramètres climatiques de la commune estimés pour 2050 selon différents scénarios d’émission de gaz à effet de serre sont consultables sur un site dédié publié par Météo-France en novembre 2022.

### Milieux naturels et biodiversité

#### Réseau Natura 2000

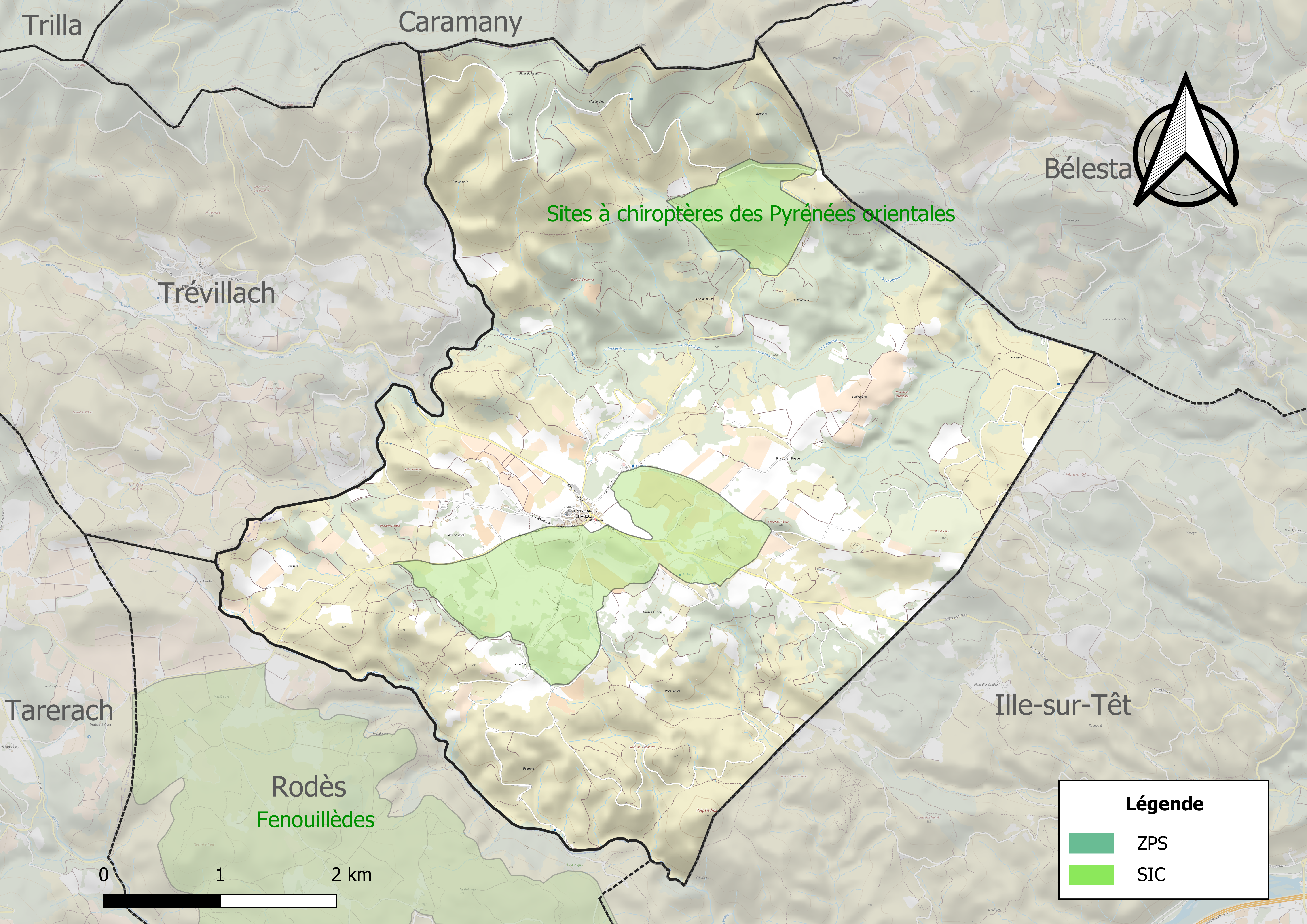
Sites Natura 2000 sur le territoire communal.

Le réseau Natura 2000 est un réseau écologique européen de sites naturels d'intérêt écologique élaboré à partir des directives habitats et oiseaux, constitué de zones spéciales de conservation (ZSC) et de zones de protection spéciale (ZPS).
Deux sites Natura 2000 ont été définis sur la commune au titre de la directive habitats : 
- les « Fenouillèdes », d'une superficie de 479 ha, un site qui renferme des mares temporaires dont l'état de conservation est encore excellent[20] ;
- les « sites à chiroptères des Pyrénées-Orientales », d'une superficie de 2 437 ha, abritent  d'importantes colonies d'espèces de chauves-souris d'intérêt communautaire[21] ;

#### Zones naturelles d'intérêt écologique, faunistique et floristique

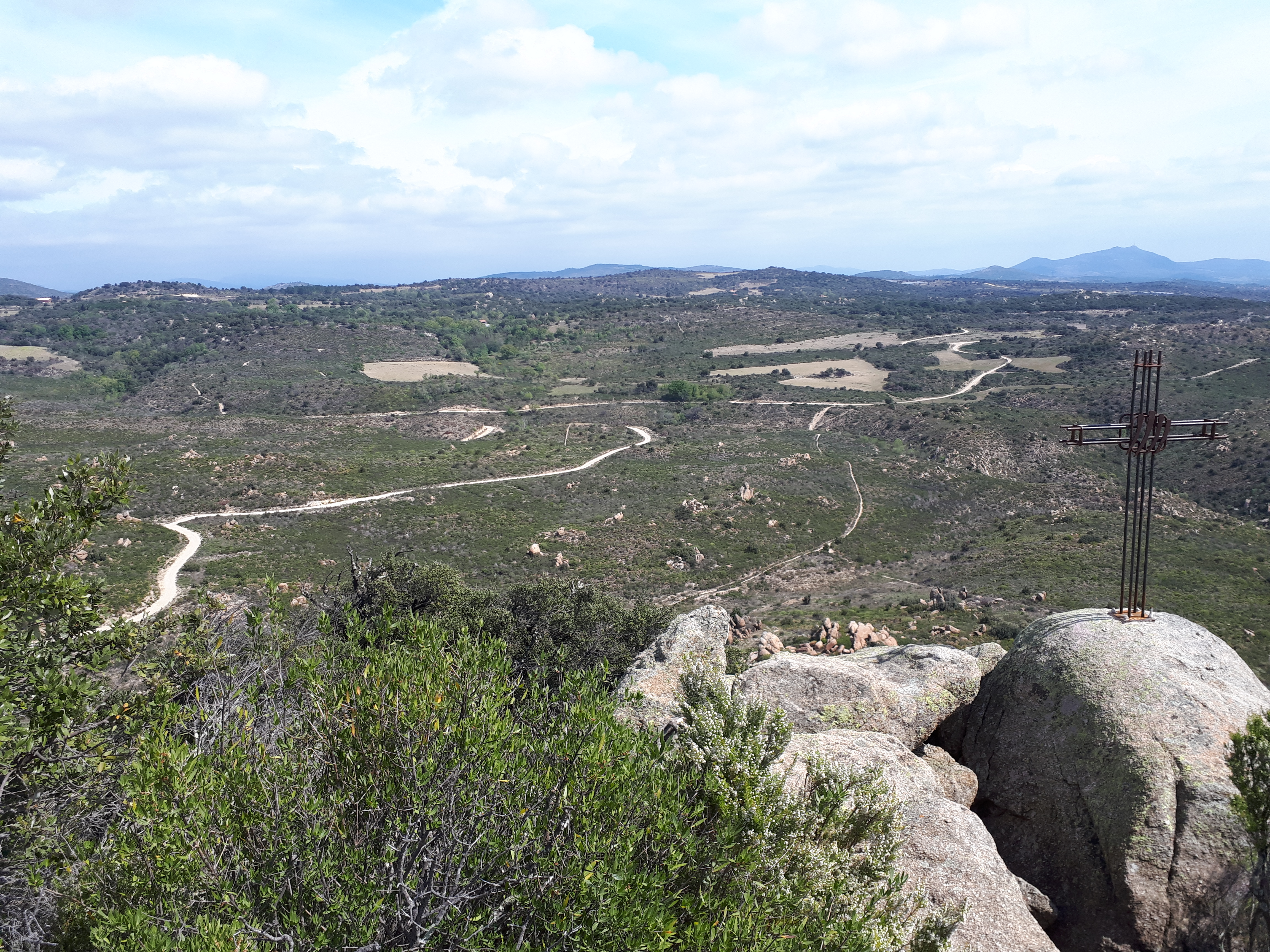
Le plateau de Rodès et de Montalba depuis Puig Pedros, vue vers l'est.

L’inventaire des zones naturelles d'intérêt écologique, faunistique et floristique (ZNIEFF) a pour objectif de réaliser une couverture des zones les plus intéressantes sur le plan écologique, essentiellement dans la perspective d’améliorer la connaissance du patrimoine naturel national et de fournir aux différents décideurs un outil d’aide à la prise en compte de l’environnement dans l’aménagement du territoire.
Trois ZNIEFF de type 1 sont recensées sur la commune :
- le « massif du Sarrat d'Espinets » (1 772 ha), couvrant 6 communes du département[23] ;
- la « mine de fer de Montalba » (52 ha)[24],
- le « plateau de Rodès et de Montalba » (2 677 ha), couvrant 5 communes du département[25] ;

et une ZNIEFF de type 2, : 
le « massif du Fenouillèdes » (34 157 ha), couvrant 40 communes dont une dans l'Aude et 39 dans les Pyrénées-Orientales.

Carte des ZNIEFF de type 1 et 2 à Montalba-le-Château.
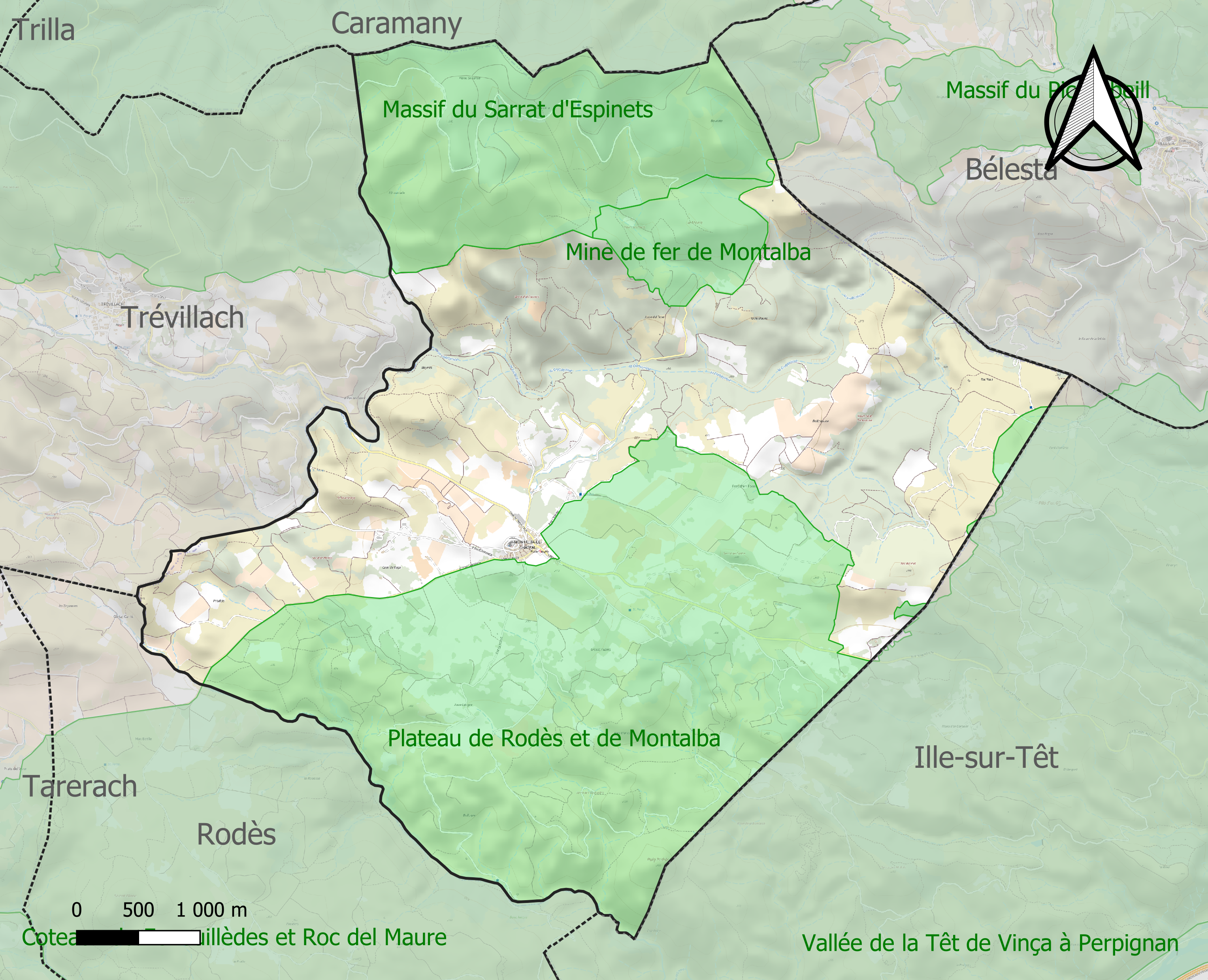
Carte des ZNIEFF de type 1 sur la commune.
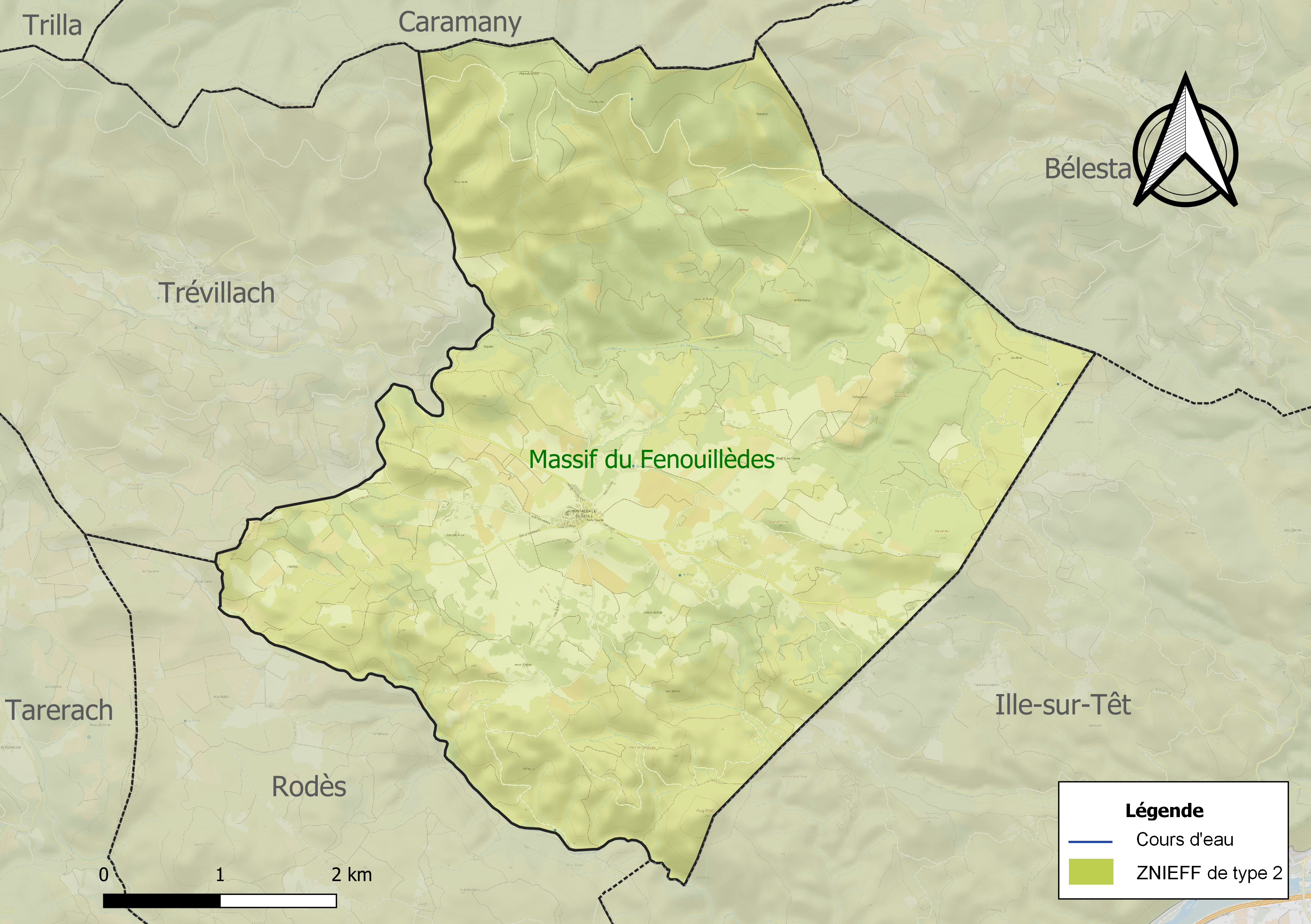
Carte de la ZNIEFF de type 2 sur la commune.

## Urbanisme

### Typologie
Au 1er janvier 2024, Montalba-le-Château est catégorisée commune rurale à habitat dispersé, selon la nouvelle grille communale de densité à sept niveaux définie par l'Insee en 2022.
Elle est située hors unité urbaine. Par ailleurs la commune fait partie de l'aire d'attraction de Perpignan, dont elle est une commune de la couronne,. Cette aire, qui regroupe 118 communes, est catégorisée dans les aires de 200 000 à moins de 700 000 habitants,.

### Occupation des sols
L'occupation des sols de la commune, telle qu'elle ressort de la base de données européenne d’occupation biophysique des sols Corine Land Cover (CLC), est marquée par l'importance des forêts et milieux semi-naturels (58,3 % en 2018), en augmentation par rapport à 1990 (57,2 %). La répartition détaillée en 2018 est la suivante : 
milieux à végétation arbustive et/ou herbacée (49,3 %), zones agricoles hétérogènes (23,9 %), cultures permanentes (17,8 %), forêts (8,9 %). L'évolution de l’occupation des sols de la commune et de ses infrastructures peut être observée sur les différentes représentations cartographiques du territoire : la carte de Cassini (XVIIIe siècle), la carte d'état-major (1820-1866) et les cartes ou photos aériennes de l'IGN pour la période actuelle (1950 à aujourd'hui).

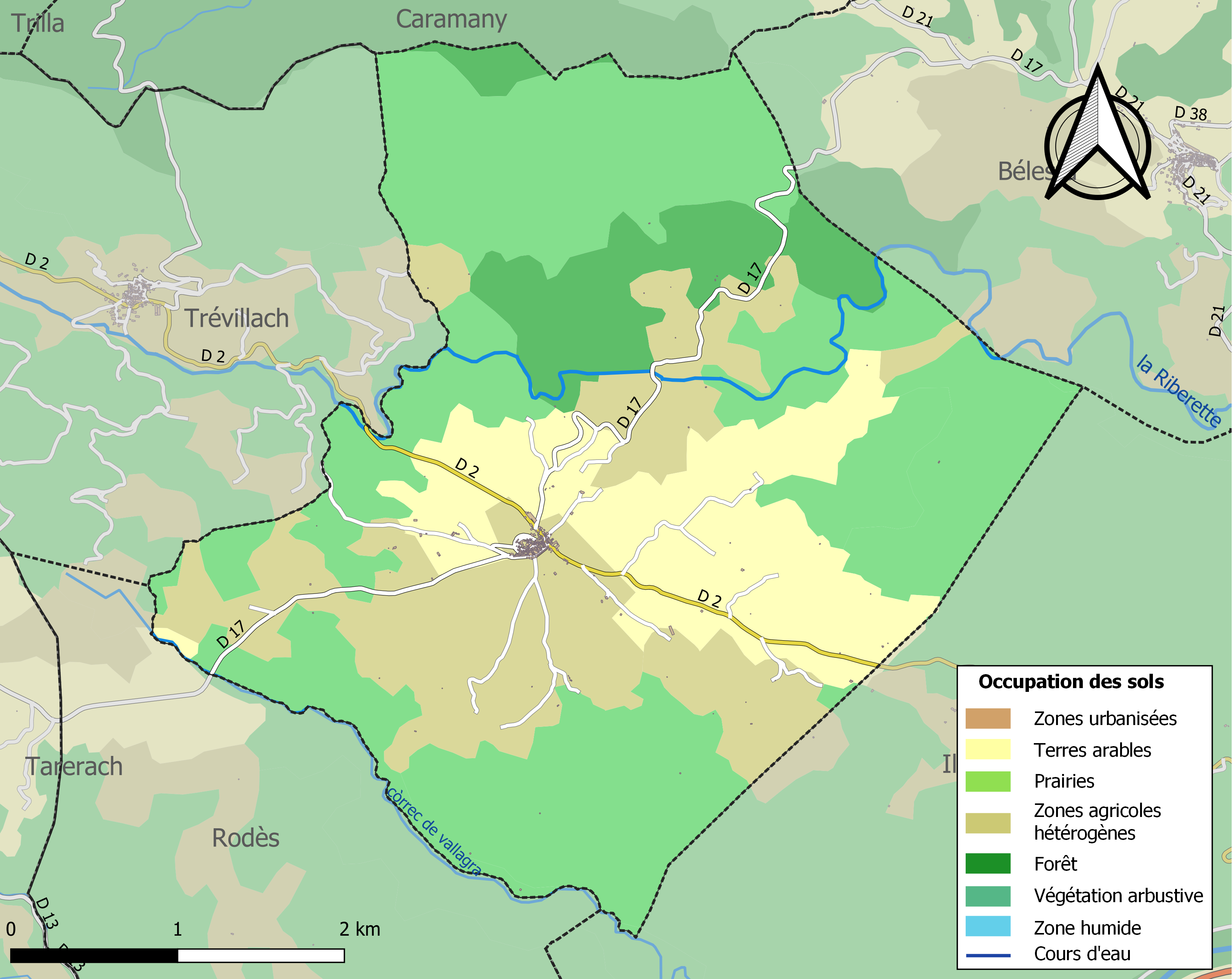
Carte des infrastructures et de l'occupation des sols de la commune en 2018 (CLC).

### Voies de communication et transports
Le village est situé au carrefour de deux routes départementales, la D 2 et la D 17 :
- La D 2 traverse la commune depuis le nord-ouest en provenance de Trévillach et vers le sud-est en direction d'Ille-sur-Têt ;
- La D 17 traverse la commune depuis l'ouest en provenance de Tarerach et vers le nord-est en direction de Bélesta.

### Risques majeurs
Le territoire de la commune de Montalba-le-Château est vulnérable à différents aléas naturels : inondations, climatiques (grand froid ou canicule), feux de forêts, mouvements de terrains et séisme (sismicité modérée). Il est également exposé à un risque particulier, le risque radon,.

#### Risques naturels

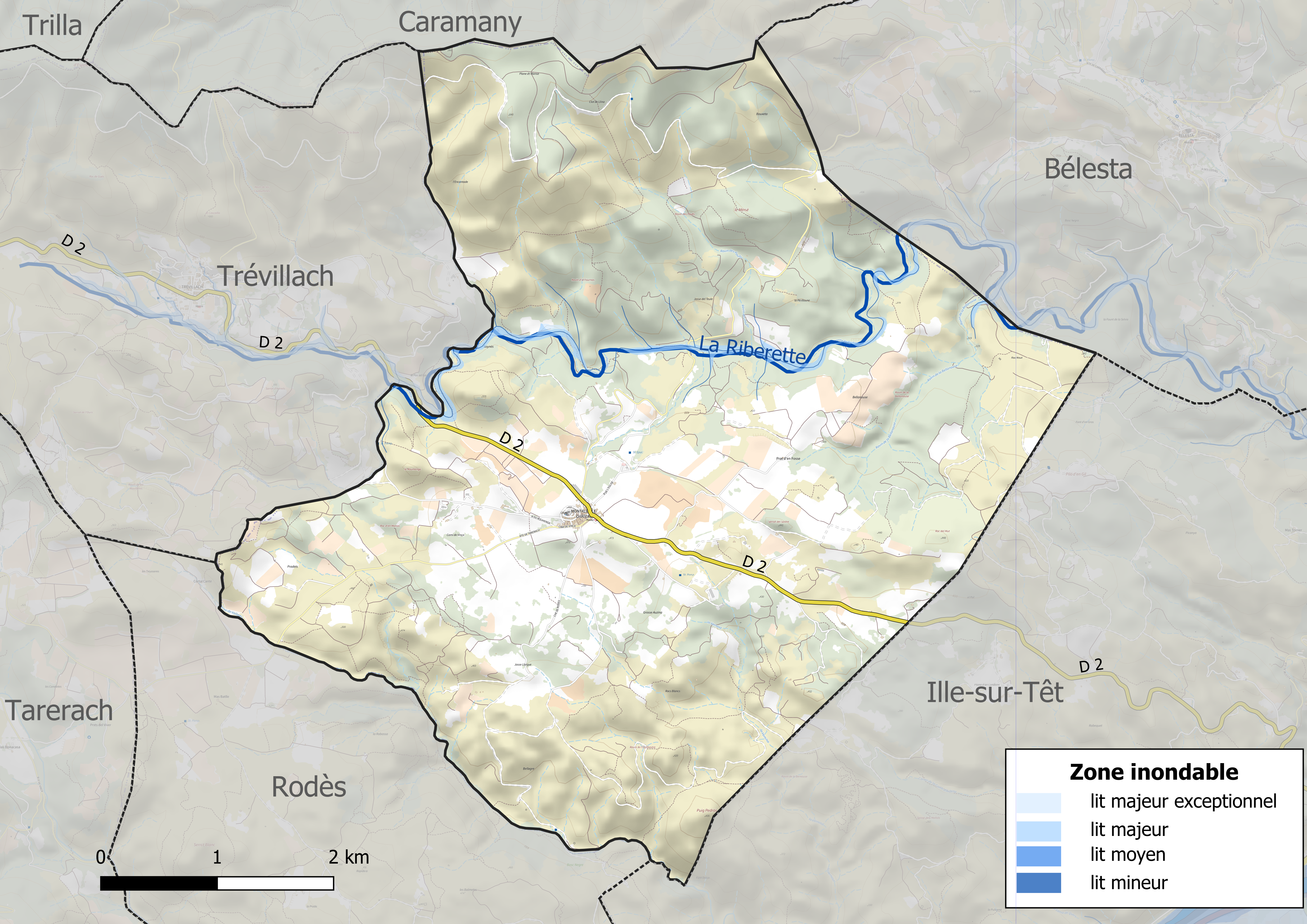
Zones inondables de la commune de Montalba-le-Château.

Certaines parties du territoire communal sont susceptibles d’être affectées par le risque d’inondation par crue torrentielle de cours d'eau du bassin de la Têt.
Les mouvements de terrains susceptibles de se produire sur la commune sont soit des glissements de terrains, soit des chutes de blocs.

#### Risque particulier
Dans plusieurs parties du territoire national, le radon, accumulé dans certains logements ou autres locaux, peut constituer une source significative d’exposition de la population aux rayonnements ionisants. Toutes les communes du département sont concernées par le risque radon à un niveau plus ou moins élevé. Selon la classification de 2018, la commune de Montalba-le-Château est classée en zone 3, à savoir zone à potentiel radon significatif.

## Toponymie
En occitan, le nom de la commune est Montalban. Le village se situe dans la zone linguistique occitane, où la voyelle "u" est prononcée [y] et non [u], ce qui est un fait reconnu par les chercheurs, occitanistes comme catalanistes.
Le 25 juin 1933, Montalba devient officiellement Montalba-le-Château.

## Histoire
Un premier village, appelé Annas, cité dès 955, est certainement né autour de l'église Sainte-Marie d'Annas (aujourd'hui Notre-Dame-de-l'Assomption), hors les murs de Montalba-le-château. La villa d'Annas est attribuée à l'évêché de Besalú en 1017.
Montalba est mentionné pour la première fois en 955, sous le nom de Monte Albo, pour délimiter le territoire d'Ille.
En 1318, l'église Sainte-Marie est dite "de Montalba", ce qui indique peut-être que Annas est déjà déserté et que son nom est oublié.

## Politique et administration

### Canton
En 1790, la commune de Montalba-le-Château est rattachée au canton de Latour-de-France. Le 29 mars 1936, elle est rattachée au canton de Vinça. Par la même occasion elle passe alors de l'arrondissement de Perpignan à l'arrondissement de Prades.
À compter des élections départementales de 2015, la commune de Montalba-le-Château rejoint le nouveau canton de la Vallée de la Têt.

### Liste des maires
| Période        | Période        | Identité              | Étiquette | Qualité |
| -------------- | -------------- | --------------------- | --------- | ------- |
| 1793           | 1795           | François Siré         | .         | .       |
| 1795           | 1798           | François Doutres      | .         | .       |
| 1798           | 1832           | François Siré Poubil  | .         | .       |
| 1832           | 1833           | Jean Siré             | .         | .       |
| 1833           | 1838           | Gabriel Jucelme       | .         | .       |
| 1838           | 1844           | Jean Gély             | .         | .       |
| 1844           | 1854           | Jean-Baptiste Pugnaud | .         | .       |
| 1854           | 1865           | Jean Gély             | .         | .       |
| 1865           | 1866           | Jean Siré Poubil      | .         | .       |
| 1866           | 1870           | Jean-Baptiste Pugnaud | .         | .       |
| 1870           | 1881           | Jean Siré Llech       | .         | .       |
| 1881           | 1881           | Jean Fage             | .         | .       |
| 1881           | 1889           | Jean Pasquier         | .         | .       |
| 1889           | 1891           | Jean Vassal           | .         | .       |
| 1891           | 1898           | Antoine Pacha         | .         | .       |
| 1898           | 1909           | Jean Gazé             | .         | .       |
| 1909           | 1919           | Jean Fage             | .         | .       |
| 1919           | 1928           | Antoine Martignolles  | .         | .       |
| 1928           | 1929           | Antoine Grieu         | .         | .       |
| 1929           | 1930           | Jean Pacha            | .         | .       |
| 1930           | 1944           | Philippe Pugnaud      | .         | .       |
| 1944           | 1950           | Laurent Sournia       | .         | .       |
| 1950           | mars 1965      | Michel Gély           | .         | .       |
| mars 1965      | 1970           | Clément Estève        | .         | .       |
| 1970           | 1972           | Abdon Sistach         | .         | .       |
| 1972           | juin 1995      | Henri Sire            | .         | .       |
| juin 1995      | mars 2001      | Jean Fagède           | .         | .       |
| mars 2001      | mars 2014      | Jacques Roigt         | PCF       |         |
| mars 2014      | 3 juillet 2020 | Jean-Jacques Cadéac   | FG        |         |
| 3 juillet 2020 | En cours       | Marie Martinez        |           |         |

## Population et société

### Démographie ancienne
La population est exprimée en nombre de feux (f) ou d'habitants (H).
| 1693 | 1709 | 1720 | 1767  | 1774 | 1788  | 1789 | 1790  |
| ---- | ---- | ---- | ----- | ---- | ----- | ---- | ----- |
| 60 f | 60 f | 60 f | 152 H | 60 f | 290 H | 69 f | 131 H |

### Démographie contemporaine
L'évolution du nombre d'habitants est connue à travers les recensements de la population effectués dans la commune depuis 1793. Pour les communes de moins de 10 000 habitants, une enquête de recensement portant sur toute la population est réalisée tous les cinq ans, les populations de référence des années intermédiaires étant quant à elles estimées par interpolation ou extrapolation. Pour la commune, le premier recensement exhaustif entrant dans le cadre du nouveau dispositif a été réalisé en 2008.

En 2022, la commune comptait 158 habitants, en évolution de +6,04 % par rapport à 2016 (Pyrénées-Orientales : +3,92 %, France hors Mayotte : +2,11 %).
| 1793 | 1800 | 1806 | 1821 | 1831 | 1836 | 1841 | 1846 | 1851 |
| ---- | ---- | ---- | ---- | ---- | ---- | ---- | ---- | ---- |
| 312  | 335  | 340  | 405  | 425  | 455  | 417  | 430  | 440  |

| 1856 | 1861 | 1866 | 1872 | 1876 | 1881 | 1886 | 1891 | 1896 |
| ---- | ---- | ---- | ---- | ---- | ---- | ---- | ---- | ---- |
| 437  | 417  | 404  | 378  | 374  | 365  | 365  | 330  | 317  |

| 1901 | 1906 | 1911 | 1921 | 1926 | 1931 | 1936 | 1946 | 1954 |
| ---- | ---- | ---- | ---- | ---- | ---- | ---- | ---- | ---- |
| 304  | 289  | 279  | 277  | 260  | 241  | 230  | 216  | 224  |

| 1962 | 1968 | 1975 | 1982 | 1990 | 1999 | 2006 | 2008 | 2013 |
| ---- | ---- | ---- | ---- | ---- | ---- | ---- | ---- | ---- |
| 212  | 203  | 156  | 121  | 111  | 120  | 139  | 145  | 149  |

| 2018 | 2022 | - | - | - | - | - | - | - |
| ---- | ---- | - | - | - | - | - | - | - |
| 149  | 158  | - | - | - | - | - | - | - |

| selon la population municipale des années : | 1968 | 1975 | 1982 | 1990 | 1999 | 2006 | 2009 | 2013 |
| Rang de la commune dans le département      | 132  | 138  | 163  | 168  | 164  | 163  | 160  | 161  |
| Nombre de communes du département           | 232  | 217  | 220  | 225  | 226  | 226  | 226  | 226  |

### Enseignement
Il n'y a pas d'école à Montalba-le-Château.

### Manifestations culturelles et festivités
- Fête patronale : 6 septembre[50] ;
- Fête communale : 15 août[50] ;
- Fête de la chèvre : 1er dimanche d'octobre, depuis 2013[51].

### Santé
Il n'y a pas de médecin ou de pharmacie à Montalba-le-Château. Les plus proches sont à Ille-sur-Têt. Les centres hospitaliers les plus proches sont à Prades ou à Thuir.

## Économie

### Emploi
|                | 2008   | 2013   | 2018   |
| -------------- | ------ | ------ | ------ |
| Commune        | 12,2 % | 15,2 % | 15,7 % |
| Département    | 10,3 % | 12,9 % | 13,3 % |
| France entière | 8,3 %  | 10 %   | 10 %   |

En 2018, la population âgée de 15 à 64 ans s'élève à 89 personnes, parmi lesquelles on compte 78,7 % d'actifs (62,9 % ayant un emploi et 15,7 % de chômeurs) et 21,3 % d'inactifs,. Depuis 2008, le taux de chômage communal (au sens du recensement) des 15-64 ans est supérieur à celui de la France et du département.
La commune fait partie de la couronne de l'aire d'attraction de Perpignan, du fait qu'au moins 15 % des actifs travaillent dans le pôle,. Elle compte 20 emplois en 2018, contre 13 en 2013 et 20 en 2008. Le nombre d'actifs ayant un emploi résidant dans la commune est de 56, soit un indicateur de concentration d'emploi de 35,7 % et un taux d'activité parmi les 15 ans ou plus de 54,7 %.
Sur ces 56 actifs de 15 ans ou plus ayant un emploi, 19 travaillent dans la commune, soit 34 % des habitants. Pour se rendre au travail, 83,9 % des habitants utilisent un véhicule personnel ou de fonction à quatre roues, 1,8 % les transports en commun, 3,6 % s'y rendent en deux-roues, à vélo ou à pied et 10,7 % n'ont pas besoin de transport (travail au domicile).

### Revenus de la population et fiscalité
En 2010, le revenu fiscal médian par ménage était de 18 277 €.

## Culture locale et patrimoine

### Langue locale
Le village se trouve actuellement dans la zone de langue catalane de transition vers la langue occitane (comme Trévillach, Bélesta et Latour de France).

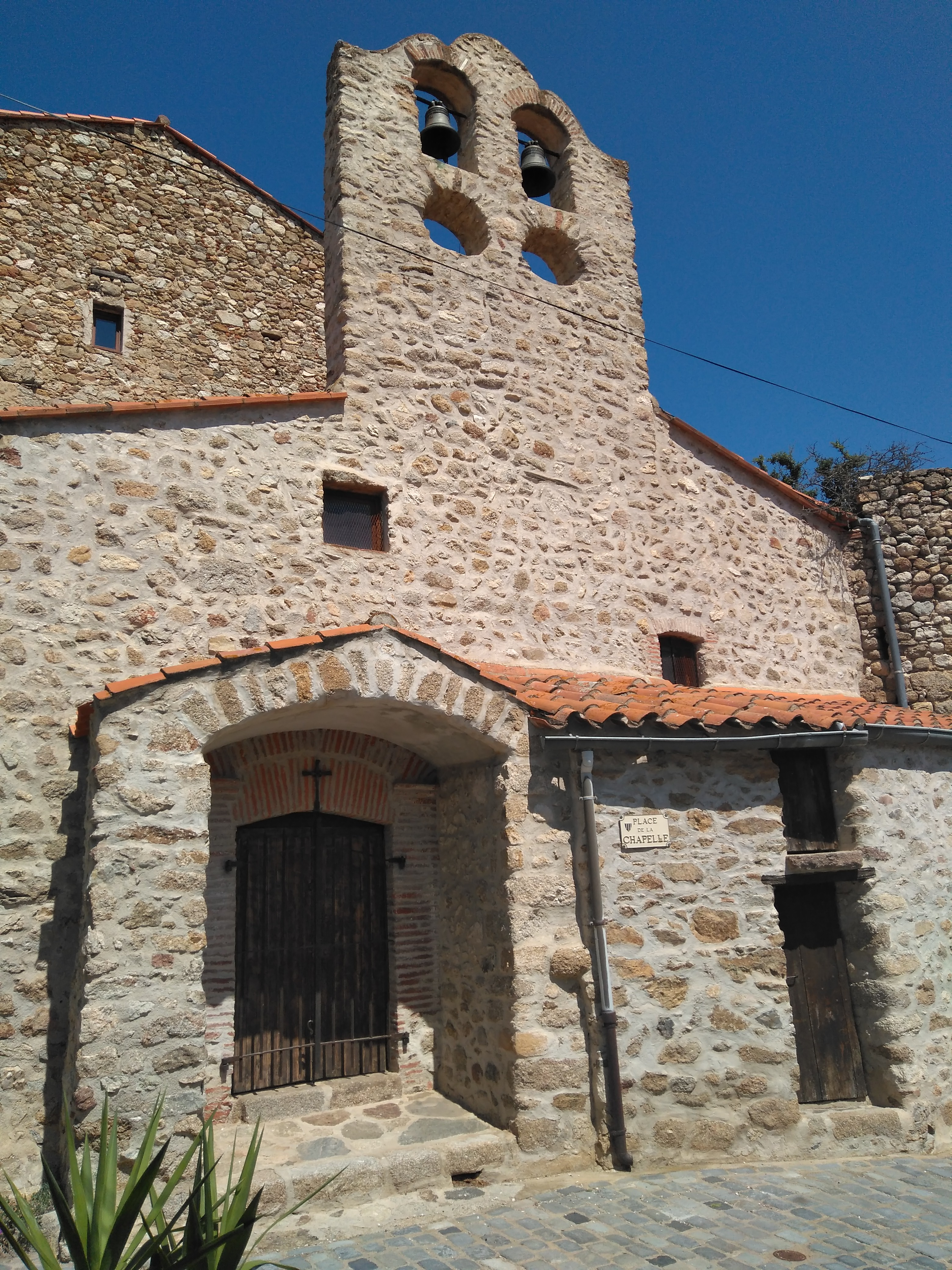
Église Notre-Dame-de-l'Assomption.
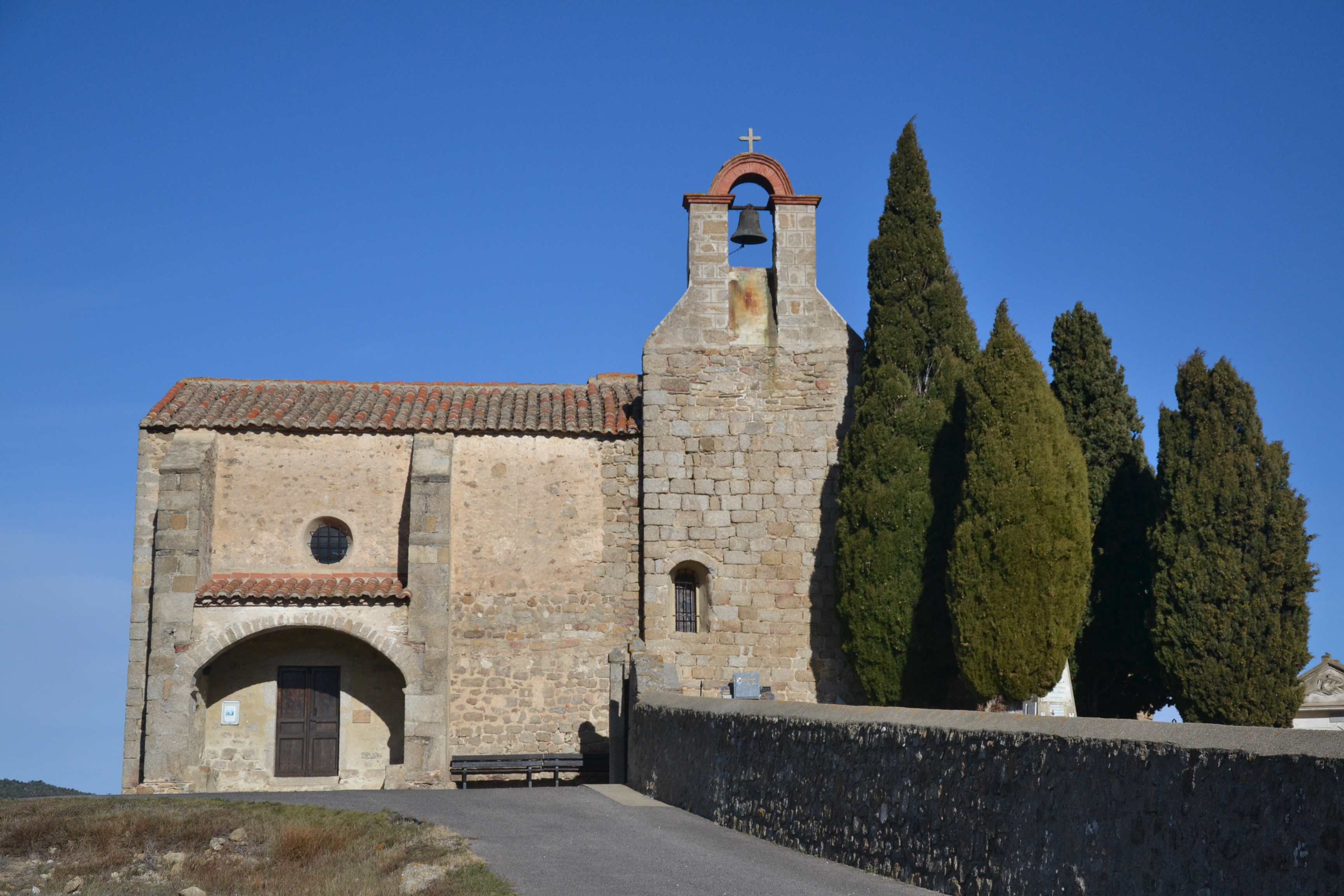
Église Sainte-Marie
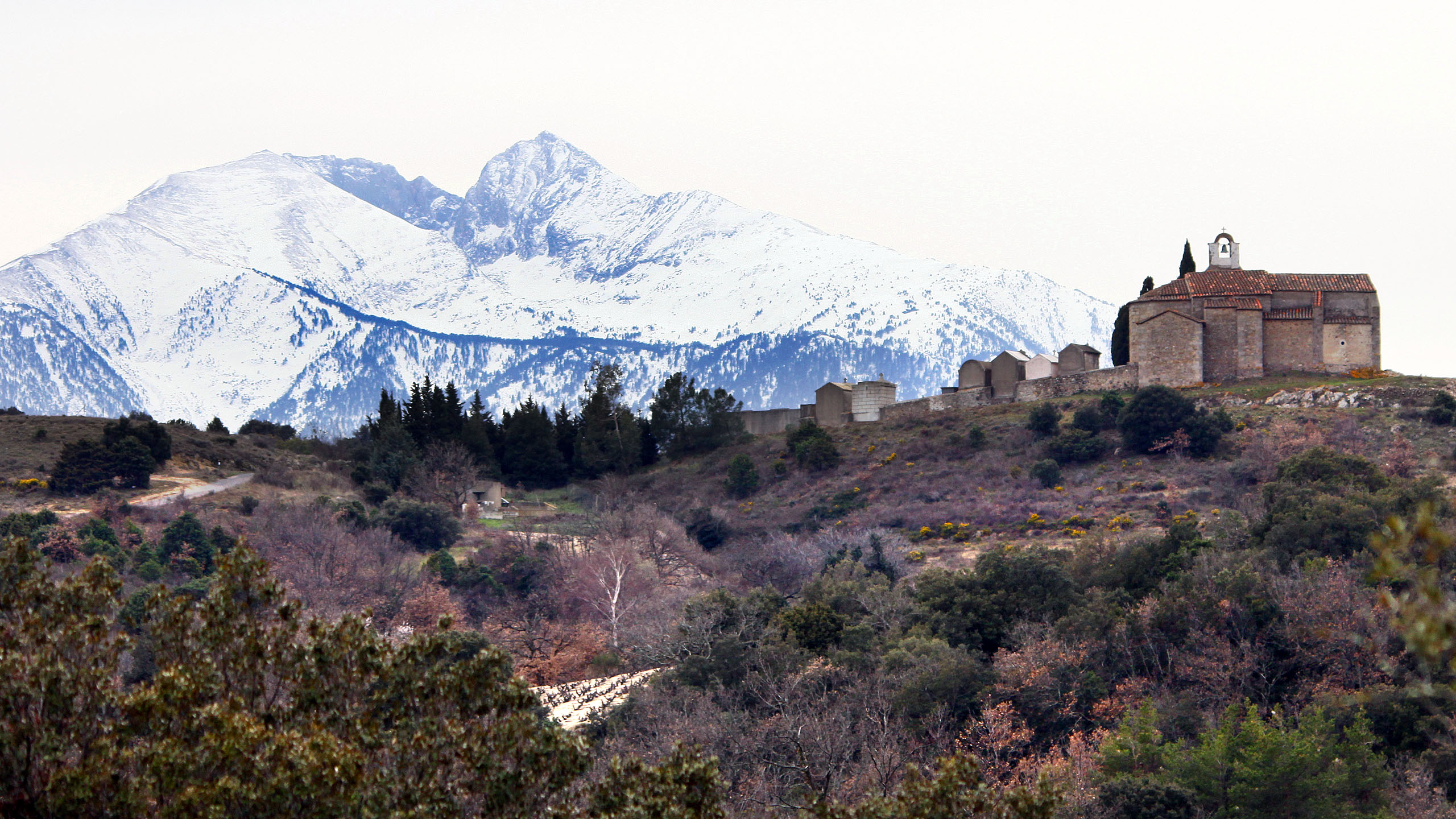
Église Sainte-Marie, située extra-muros au nord-est du village.
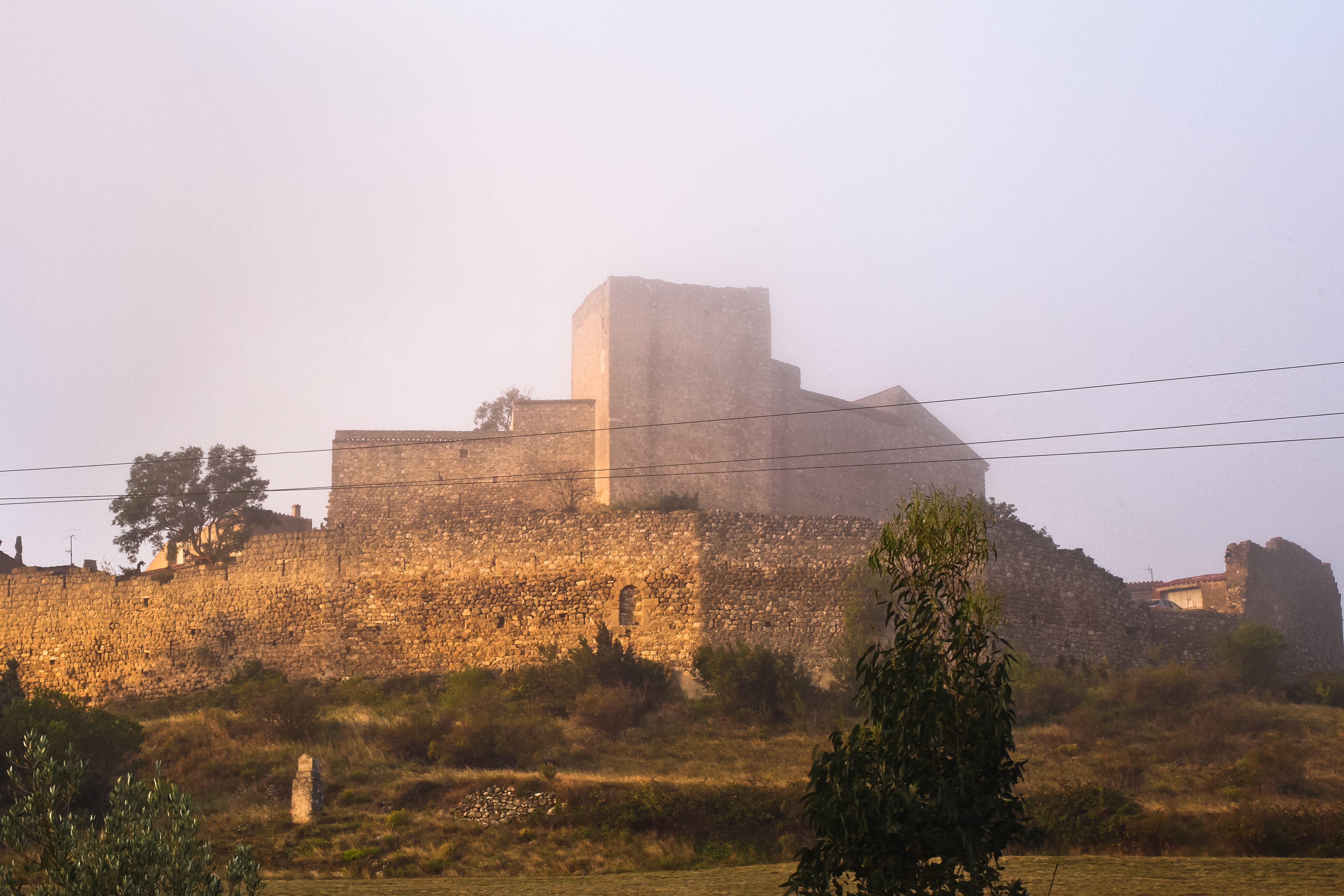
Le château.
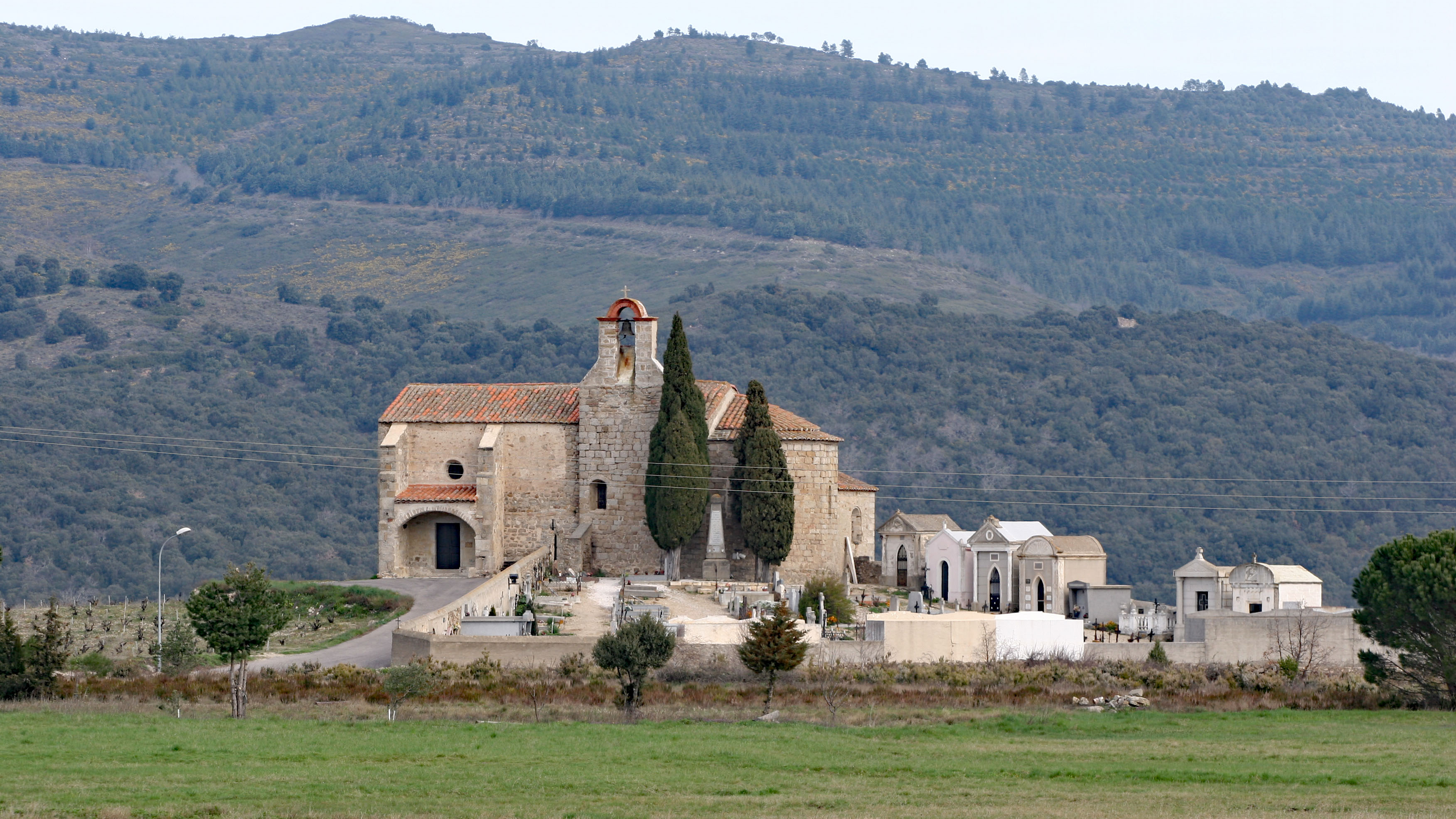
Eglise Sainte-Marie.
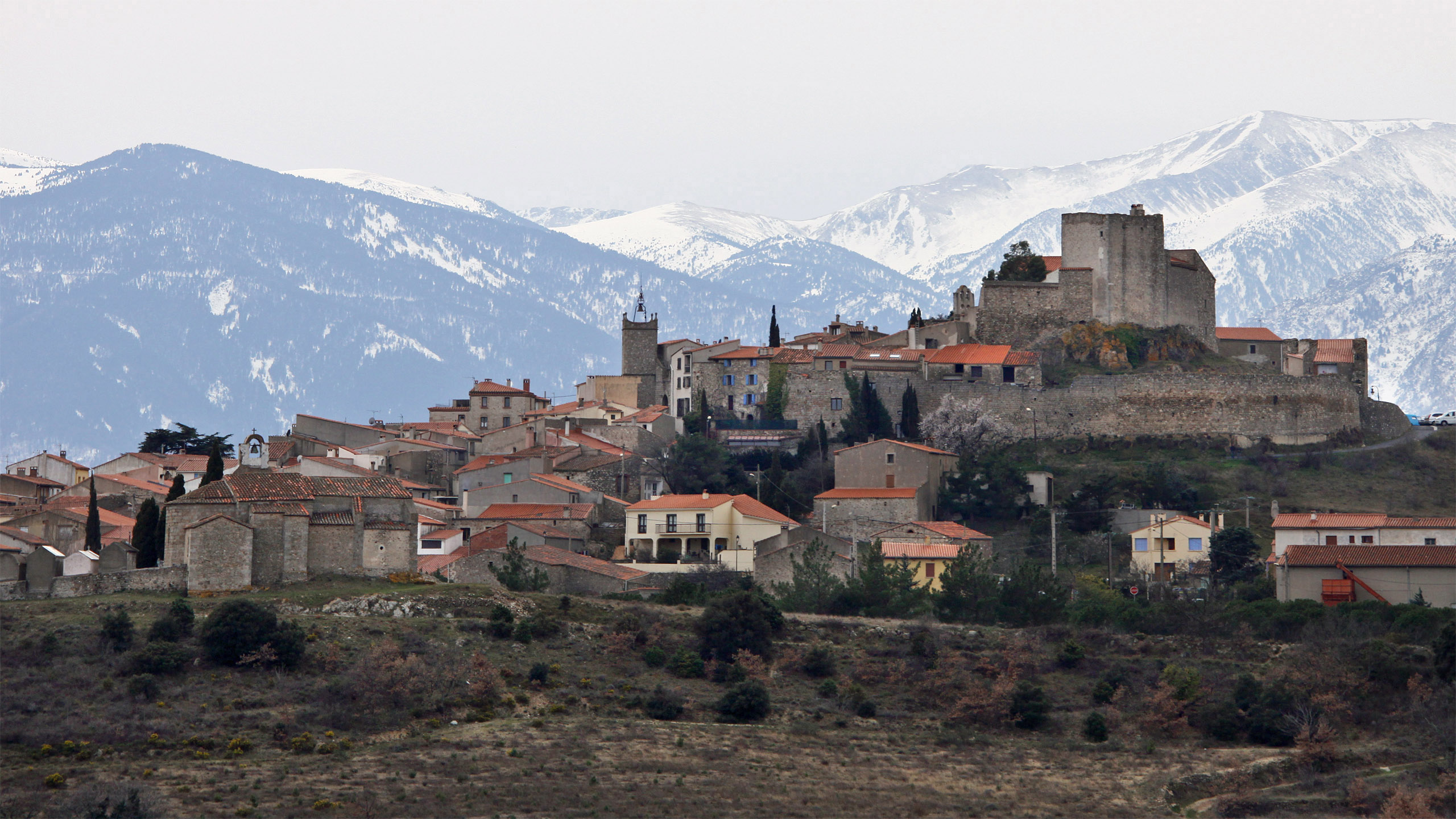
Le village sur fond de Canigou.

### Monuments et lieux touristiques
Les monuments et lieux notables de Montalba-le-Château sont les suivants :
- Le château et son enceinte ( Inscrit MH (1984)), dont une tour-donjon, construits du XIIe au XIIIe siècle et remanié aux XVIe et XVIIe siècles ;
- L'église paroissiale Notre-Dame de l'Assomption, de construction récente, avec un clocher-mur ;
- L'église Sainte-Marie, des XIIIe et XIVe siècles, située extra-muros au nord-est du village.

### Personnalités liées à la commune
- Alfred Sauvy : économiste et professeur au collège de France ; il avait une maison dans la commune et aimait s'y retirer pour rédiger ses ouvrages.

### Héraldique
| Blason de Montalba-le-Château | Blason  | De sable à trois pals d'argent ; au chef du même. |
| Blason de Montalba-le-Château | Détails | Le statut officiel du blason reste à déterminer.  |